# Mahognyväxter
Mahognyväxter (Meliaceae) är en familj av tvåhjärtbladiga växter. Mahognyväxter ingår i kinesträdordningen. Enligt Catalogue of Life omfattar familjen Meliaceae 726 arter. 
Arterna är utformade som städsegröna eller lövfällande träd eller buskar. Hos olika medlemmar bildas naturgummi i barken. Fruktens form varierar beroende på art och kan vara en kapsel, en stenfrukt, ett bär eller i sällsynta fall en nöt.
Mahognyväxter förekommer i tropiska och tempererade områden över hela världen.
Beroende på art är exemplaren av han- eller honkön. Sällsynt är exemplar med blommor av båda kön. Blommorna har vanligen tre till sju och ibland upp till fjorton kronblad.
En betydande frukt för människans kost är Lansium domesticum. Även frukter från olika arter av släktena Aglaia och Sandoricum brukas. Blad från Toona sinensis brukas i Kina som grönsak. Nim-trädet (Azadirachta indica) planteras ofta för att skapa skugga och i trädens frön finns olja som har olika användningsområden. Olika familjemedlemmar odlas för träets skull.
Det vetenskapliga namnet för typsläktet Melia är det gammalgrekiska ordet för askar. Det valdes på grund av en liknande bladform.

## Dottertaxa till Mahognyväxter, i alfabetisk ordning[3]
- Aglaia
- Anthocarapa
- Aphanamixis
- Astrotrichilia
- Azadirachta
- Cabralea
- Calodecaryia
- Capuronianthus
- Carapa
- Cedrela
- Chisocheton
- Chukrasia
- Cipadessa
- Dysoxylum
- Ekebergia
- Entandrophragma
- Guarea
- Heckeldora
- Heynea
- Humbertioturraea
- Khaya
- Lansium
- Lepidotrichilia
- Leplaea
- Lovoa
- Malleastrum
- Melia
- Munronia
- Naregamia
- Neobeguea
- Neoguarea
- Nymania
- Owenia
- Pseudocedrela
- Pseudoclausena
- Pterorhachis
- Quivisianthe
- Reinwardtiodendron
- Ruagea
- Sandoricum
- Schmardaea
- Soymida
- Sphaerosacme
- Swietenia
- Synoum
- Toona
- Trichilia
- Turraea
- Turraeanthus
- Walsura
- Vavaea
- Xylocarpus